# Pseudoxyroptila tectonica
Pseudoxyroptila tectonica är en fjärilsart som beskrevs av Edward Meyrick 1914. Pseudoxyroptila tectonica ingår i släktet Pseudoxyroptila och familjen fjädermott. Inga underarter finns listade i Catalogue of Life.